# Antonov An-2
L'Antonov An-2 (in caratteri cirillici Антонов Ан-2, designazione USAF/DoD "Type 22", nome in codice NATO Colt) è un monomotore biplano multiruolo progettato dall'OKB 153 diretto da Oleg Konstantinovič Antonov e sviluppato in Unione Sovietica negli anni quaranta.
Impiegato dagli anni cinquanta dalla Sovetskie Voenno-vozdušnye sily (VVS), l'Aeronautica militare dell'Unione Sovietica, rimase operativo per numerosi anni in tutti i paesi del Patto di Varsavia e filosovietici nei ruoli di aereo da trasporto militare, da collegamento, da addestramento e nella cooperazione con truppe di terra ed aviotrasportate. Attualmente esistono ancora numerosi esemplari in condizioni di volo soprattutto nei paesi dell'ex blocco sovietico o in Africa.

## Storia del progetto
Nel 1947 il governo sovietico emise una specifica per la richiesta di un nuovo velivolo per sostituire il Polikarpov Po-2 utilizzato come aereo da trasporto, aereo agricolo e numerosi altri ruoli in ambito civile e militare. L'OKB 153 avviò il progetto di un multiruolo realizzato interamente in metallo, il quale manteneva la configurazione alare biplana del precedente modello introducendo una fusoliera che integrava la cabina di pilotaggio chiusa e lo scompartimento passeggeri con 12 posti a sedere.
Il primo prototipo, al quale venne data la designazione SKh-1, era equipaggiato con un motore radiale Shvetsov ASh-21 e venne portato in volo per la prima volta il 31 agosto 1947. Il secondo prototipo venne motorizzato con il più potente motore Shvetsov ASh-62, che permise di aumentare significativamente la capacità di carico del velivolo, passata dai 1 300 kg del primo ai 2 140 kg; questa seconda versione venne giudicata migliore ed avviata alla produzione in serie.
Dal 1960 L'Unione Sovietica ne ha prodotto oltre 5 000 unità. Dal 1960, la maggior parte degli An-2 sono stati costruiti in Polonia, presso gli stabilimenti della WSK a Mielec, in una cifra di oltre 13 000 esemplari prima che la produzione terminasse ufficialmente nel 1991. Venne comunque continuata la produzione di scorte e di parti di ricambio per mantenere la copertura necessaria alla manutenzione degli esemplari già prodotti fino al 2001, anno in cui vennero assemblati quattro nuovi esemplari destinati al Vietnam. La Cina invece continua a costruire l'An-2 su licenza con la designazione Shijiazhuang Y-5.

## Tecnica

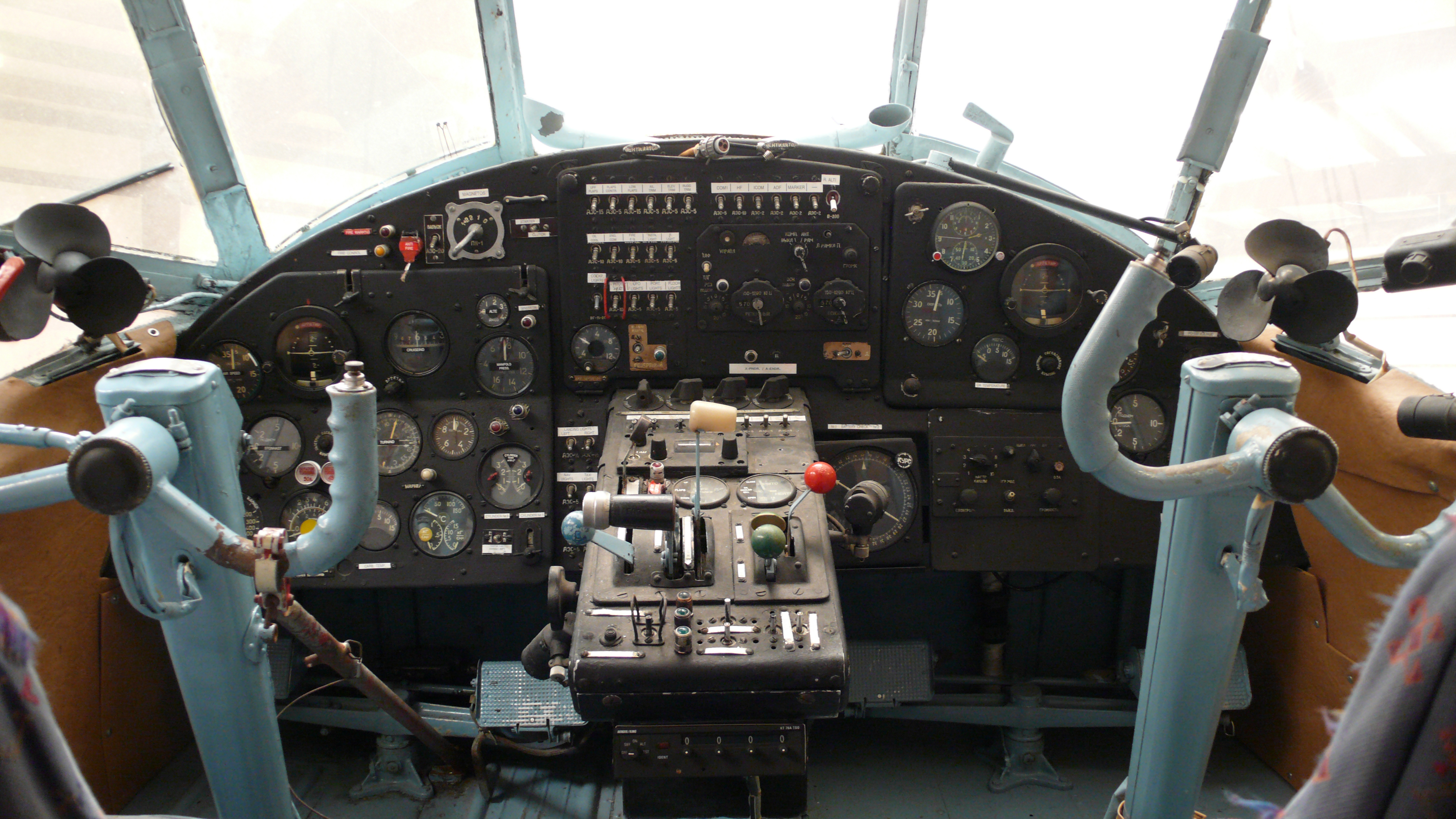
Cabina di pilotaggio del Antonov An-2.

Aereo molto robusto e semplice, si affida ad una struttura biplana molto robusta, con l'ala inferiore più piccola della superiore, che lo sostiene in aria anche a velocità molto ridotte. Questo rende possibile anche l'operatività da campi di volo corti e, grazie al robusto carrello d'atterraggio, semipreparati.
Praticamente l'An-2 era ed è un enorme biplano monomotore con capacità di operare in campi di volo estremamente rudimentali, con grande controllabilità a bassa velocità e notevole potenza del motore, raffreddato ad aria ed installato nel muso, davanti ad un abitacolo dalla struttura assai squadrata.
Anche la fusoliera è di robusta fattura, con struttura in tubi metallici rivestita di alluminio, con abbondante spazio per carichi o passeggeri. L'An-2 aveva il carrello fisso, con ruote molto grandi per esercitare pressione ridotta sul terreno. Le doti di potenza e portanza erano tali da permettere il controllo anche con l'aereo in salita quasi verticale. Non vi era alcun radar di navigazione né ve ne è stato aggiunto qualcuno. L'eccellente campo visivo da parte dell'equipaggio, garantita dai vetri "a bolla" del pannello degli strumenti, è tutto quello che l'equipaggio può avere a disposizione.

## Impiego operativo

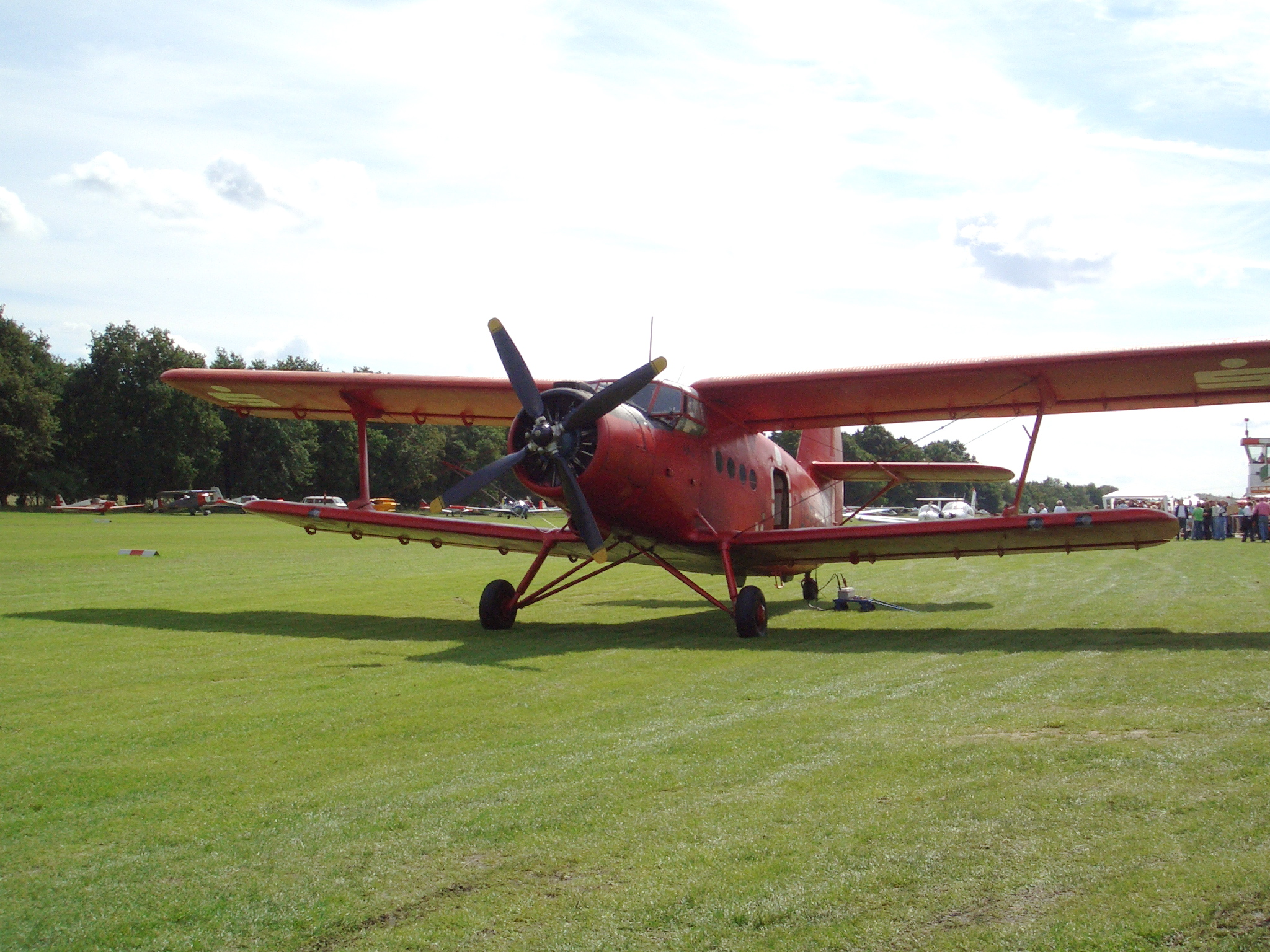
Antonov An-2.

Tecnologicamente già superato al momento del suo ingresso in servizio, nel 1947, il "Colt" è stato comunque il più prodotto aereo da trasporto del secondo dopoguerra, grazie alla sua straordinaria maneggevolezza a basse velocità, robustezza e versatilità. È stato prodotto anche nel modello a turboelica An-3, ma lo standard è dato dal robusto motore radiale di prestazioni inferiori, ma ben più economico nella manutenzione.
L'An-2 è stato prodotto ampiamente anche per l'uso civile, come quello di aereo agricolo (nel ruolo di irroratore), da collegamento per regioni remote, aereo antincendio, ma nondimeno è stato usato anche come bombardiere di circostanza in alcuni conflitti, tanto che nel 1992 uno è stato abbattuto da un missile SA-6 Gainful serbo.

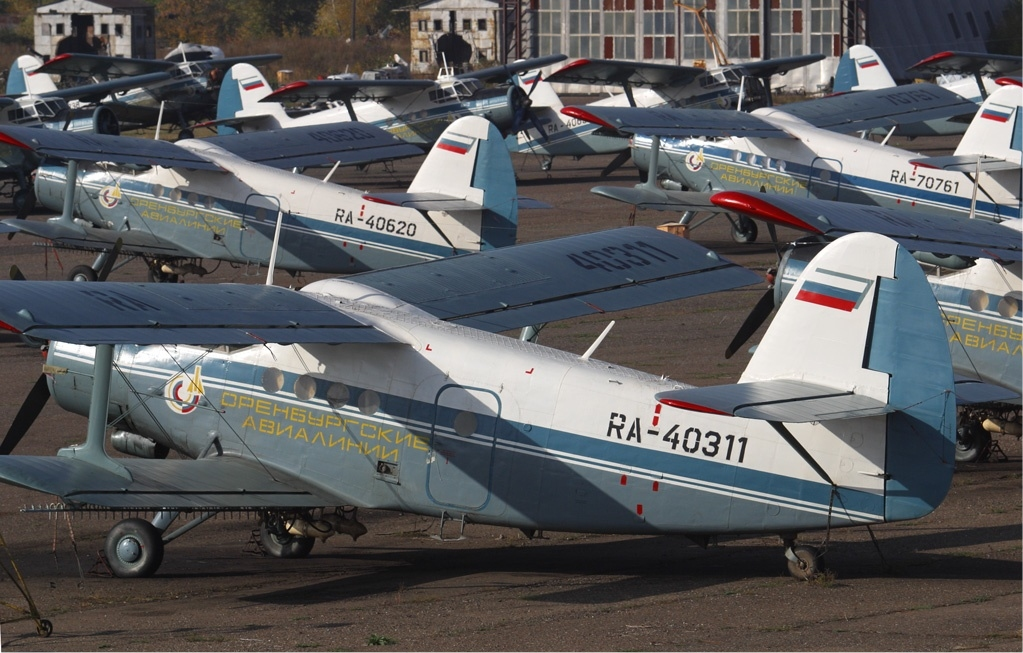
La flotta di An-2 della russa Orenair.

Prima ancora, in Vietnam, alcuni esemplari di An-2 vennero usati come aerei d'attacco speciale, con una batteria di tre mitragliatrici da 12,7 mm e diversi lanciarazzi da 57 mm. Tre aerei di questo tipo vennero individuati in un'azione di attacco, tra le poche dell'aviazione nordista, e addirittura due di essi vennero abbattuti dalla sola mitragliatrice M-60 di un UH-1 Iroquois. Il fatto che un elicottero lento come questo abbia potuto abbattere due aerei An-2 con un'arma brandeggiabile, dà l'idea di quanto tali apparecchi fossero vulnerabili ad altre macchine lente ed agili. Nessun An-2 venne però intercettato dai veloci jet statunitensi, inadeguati alle missioni contro macchine molto lente e in volo a bassa quota.
All'inizio degli anni 2000, ancora 30 forze aeree impiegavano il Colt come trasporto leggero.

## Versioni
La bontà del progetto e la conseguente longevità hanno prodotto numerose versioni sia di produzione nazionale che estera:

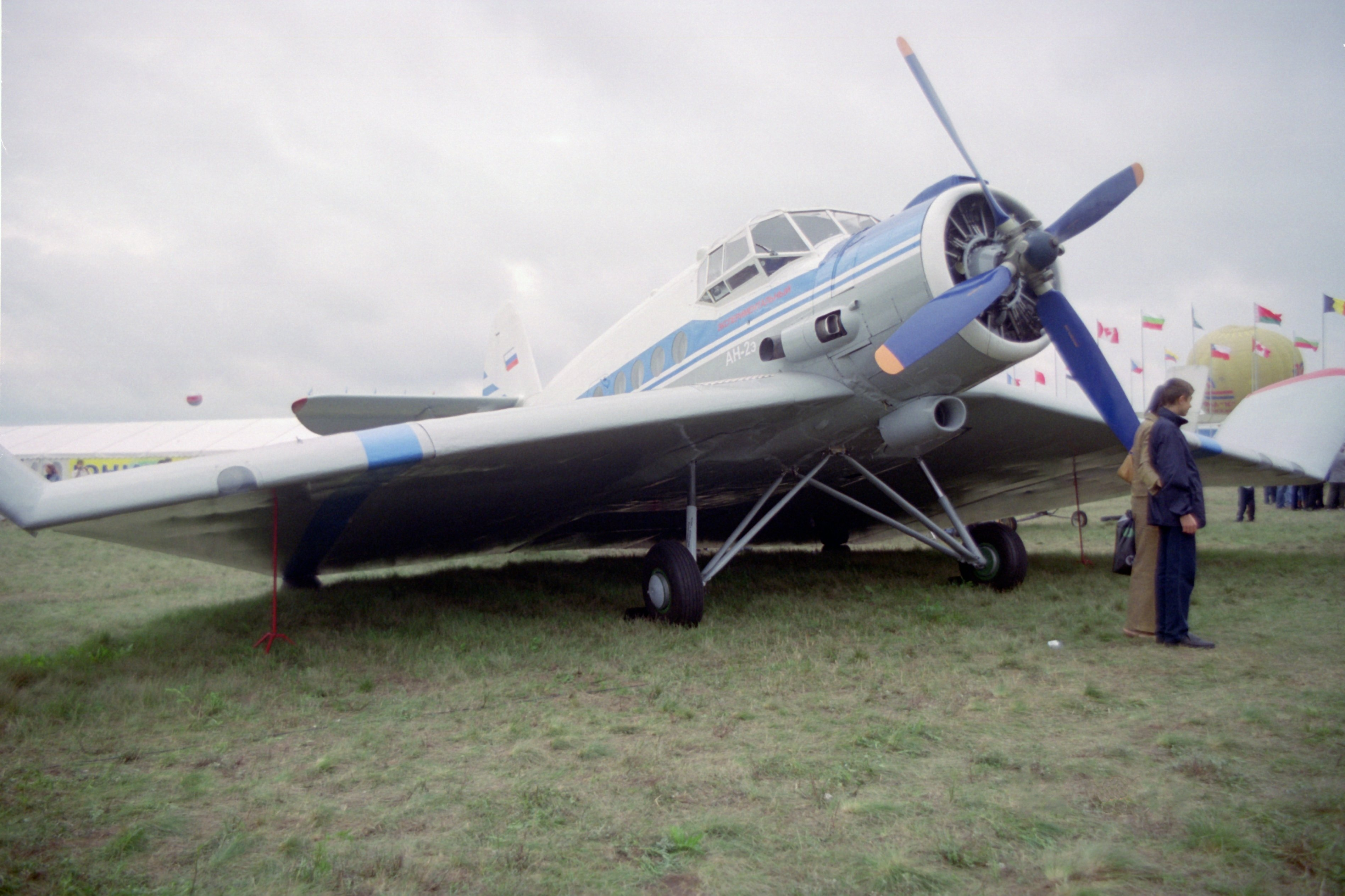
L'An-2E, versione monoplana.

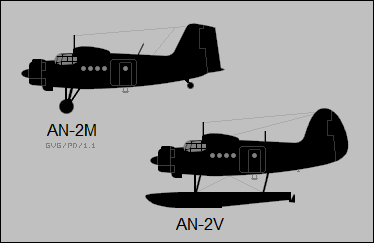
Le differenze tra l'An-2M e l'An-2V

An-2
la prima versione avviata alla produzione in serie.
An-2V (An-4)
versione idrovolante V (B in russo: водный); i modelli costruiti nello stabilimento statale di Kiev vennero indicati come An-4. Venne prodotta anche in Polonia con la designazione An-2M (M in russo: морской).
An-2T
versione base da trasporto con capacità di carico fino a 1 500 kg, prodotto in serie in Unione Sovietica, Polonia e Cina (con la designazione Y-5A).
An-2TP
versione civile da trasporto passeggeri dotata di 10 posti a sedere, 4 lungo il lato sinistro e 6 lungo quello destro.
An-2TD
versione militare trasporto truppe, impiegato per il lanci di paracadutisti.
An-2CX
versione aereo agricolo equipaggiato con un serbatoio da 1 300 kg di prodotti chimici collegato ad un impianto di irrorazione aerea, prodotto in serie in Unione Sovietica, Polonia (con la designazione An-2R - Rolnicza) e Cina (con la designazione Y-5B).
An-2M
versione agricola ad alte prestazioni.
An-2P
versione civile da trasporto passeggeri, commissionata dalla compagnia aerea Aeroflot, con capacità di 10 posti a sedere, portati a 12-14 nelle versioni costruite in Polonia; prodotta in 837 esemplari.
An-2LP
versione civile da lotta aerea antincendio, equipaggiata con due serbatoi da 630 litri.
An-2L
sviluppo del An-2LP equipaggiato con contenitori riempiti di liquido estinguente da sganciare nell'area interessata dall'incendio; versione rimasta allo stadio sperimentale.

## Utilizzatori

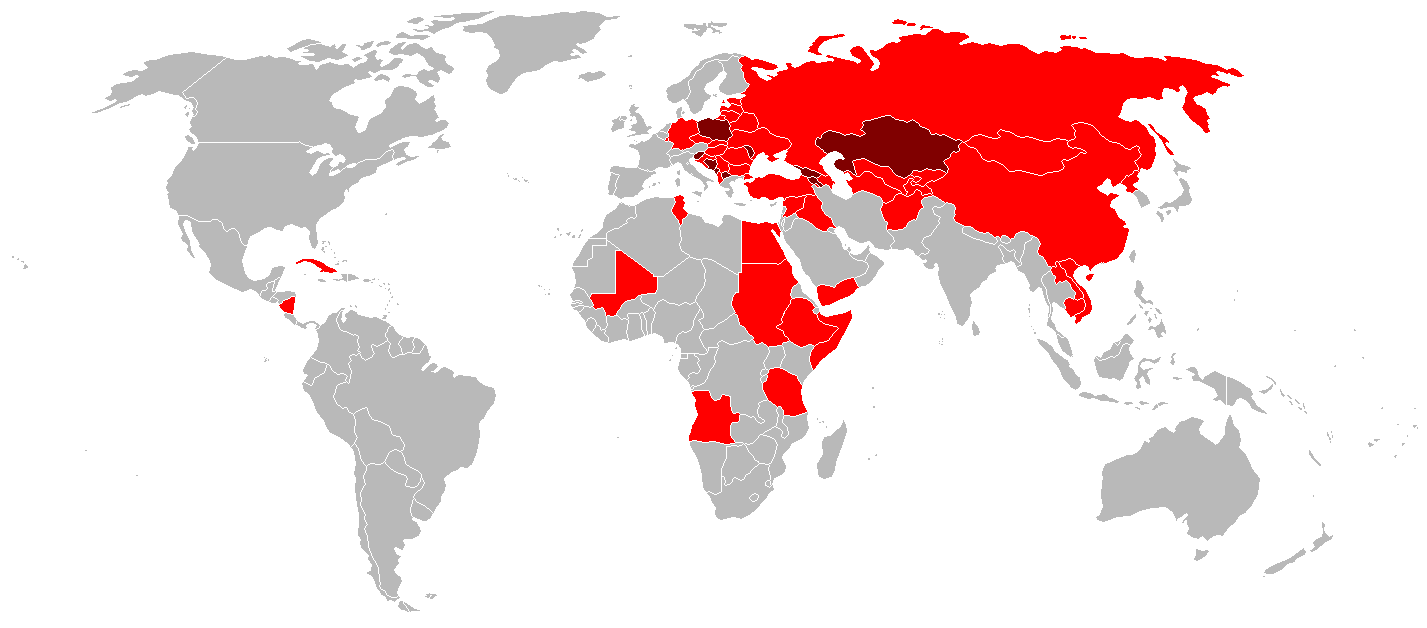
Operatori dell' Antonov An-2 nel mondo

(lista parziale)

### Militari
Afghanistan
- Royal Afghan Air Force[7]

 Afghanistan
- Afghan Republican Air Force[7]

 Afghanistan

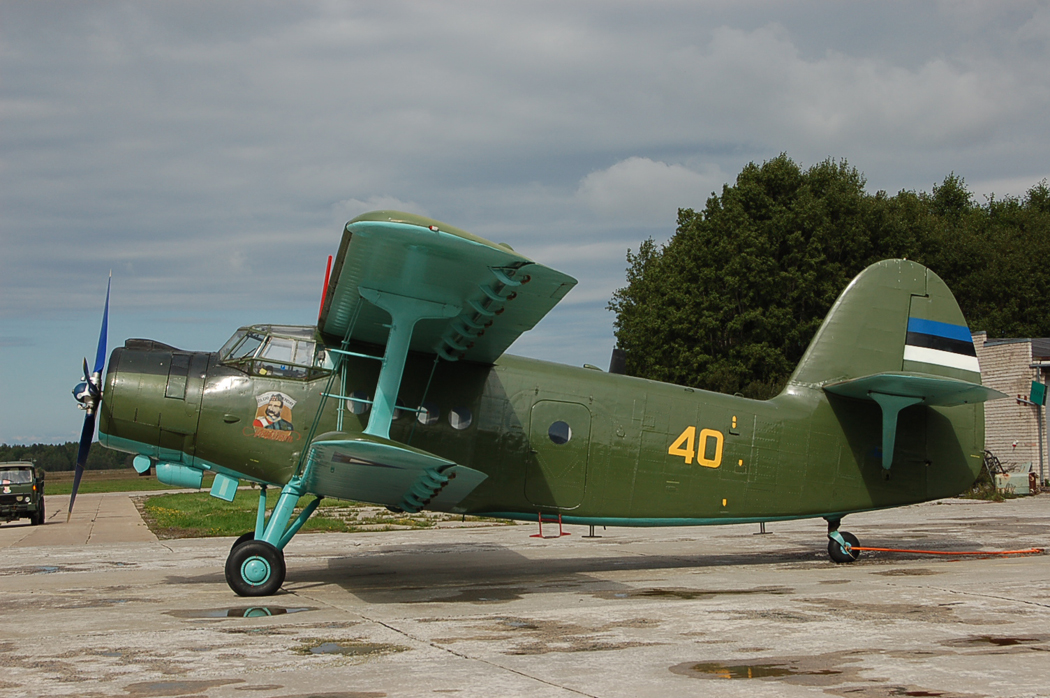
L'Antonov An-2 "40" della Eesti Õhuvägi in parcheggio presso le strutture dell'aeroporto di Ämari.

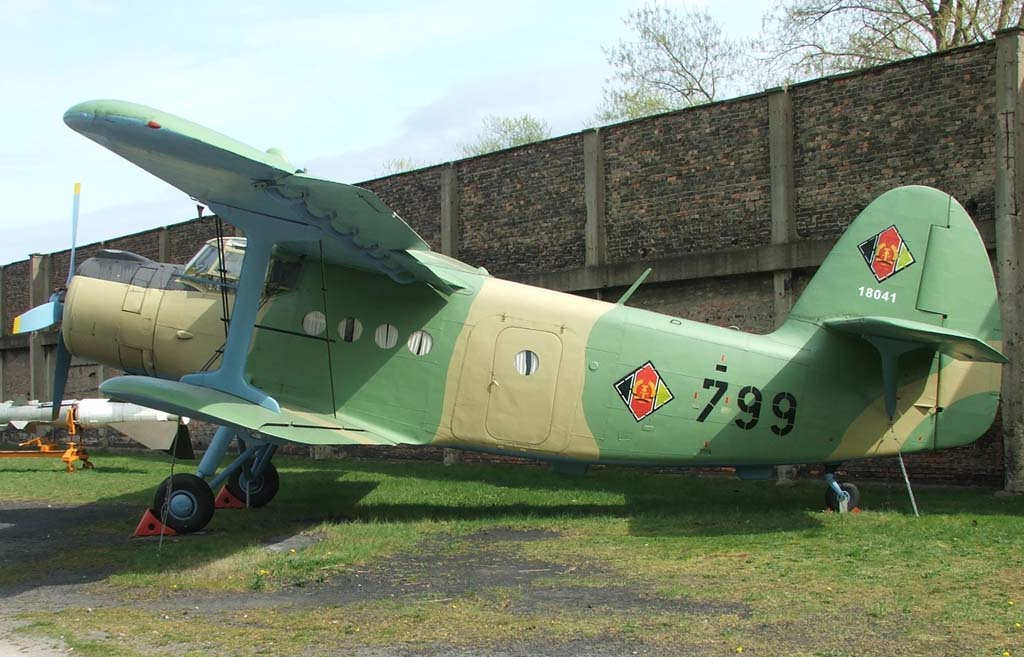
L'An-2 esposto al museo di Peenemünde in livrea della ex tedesco-democratica Luftstreitkräfte und Luftverteidigung der Deutschen Demokratischen Republik.

- Air Defense Force of the Islamic State of Afghanistan[7].

 Albania
- Forcat Ajrore Shqiptare

 Angola
- Força Aérea Popular de Angola y Defesa Aérea y Antiaérea

 Armenia
- Hayastani R'azmao'dayin Owjher

3 esemplari in servizio a novembre 2015.
 Azerbaigian
- Azərbaycan hərbi hava qüvvələri

 Bielorussia
- Voenno-vozdušnye sily i vojska protivovozdušnoj oborony

 Bulgaria
- Bălgarski Voennovăzdušni sili

 Corea del Nord
- Chosŏn Inmin Kun Konggun

270 esemplari consegnati, ma quelli effettivamente in servizio al novembre 2018 sarebbero 162.
 Corea del Sud
- Daehan Minguk Gonggun

Dei 10 esemplari consegnati nei primi anni duemila, due dei quali sono stati persi in incidenti nel maggio 2009 e nel giugno 2015, mentre un altro aereo è stato coinvolto in un atterraggio di emergenza in un fiume nel febbraio 2016. Assegnati nominalmente all'Accademia Aeronautica presso Cheongju, vengono utilizzati presumibilmente per infiltrazioni nello spazio aereo nordcoreano e per addestramento al tiro antiaereo, simulando un'invasione di An-2 nordcoreani. Quindi al maggio 2021, gli esemplari in servizio dovrebbero essere non più di sette.
 Croazia
- Hrvatsko ratno zrakoplovstvo i protuzračna obrana

 Estonia
- Eesti Õhuvägi

2 An-2 consegnati, 1 in servizio al dicembre 2019.
 Germania
- Luftwaffe

 Germania Est
- Luftstreitkräfte und Luftverteidigung der Deutschen Demokratischen Republik

gli esemplari ancora operativi alla riunificazione delle due Germanie sono stati assorbiti dalla Luftwaffe.
 Giamaica
- Jamaica Defence Force Air Wing

2 An-2 consegnati, non si conosce quanti e se siano ancora in servizio all'ottobre 2020.
 Guinea
- Force Aérienne de Guinée

2 An-2 in organico a maggio 2021, ma con molta probabilità non in grado di volare.
 Jugoslavia
- Jugoslovensko ratno vazduhoplovstvo i protivvazdušna odbrana

con la dissoluzione dell'entità nazionale gli esemplari vennero acquisiti dalle nuove forze aeree del territorio ex jugoslavo.
 Jugoslavia
- Ratno vazduhoplovstvo i protivvazdušna odbrana Vojske Jugoslavije

con la dissoluzione dell'entità nazionale gli esemplari vennero acquisiti dalle nuove forze aeree del territorio ex jugoslavo.
 Kirghizistan
- Aeronautica militare del Kirghizistan

4 An-2T consegnati.
 Lettonia
- Latvijas Gaisa spēki

7 An-2 consegnati. Dei quattro in organico al dicembre 2024, tre sono stati ammodernati, mentre il quarto è in attesa di aggiornamento.
 Macedonia del Nord
- Voeno Vozduhoplovstvo i Protivvozdushna Odbrana

 Romania
- Forțele Aeriene Române

 Russia
- Voenno-vozdušnye sily Rossijskoj Federacii

 Serbia e Montenegro
- Ratno vazduhoplovstvo i protivvazdušna odbrana Vojske Srbije i Crne Gore

con la dissoluzione dell'entità nazionale gli esemplari vennero acquisiti dalle nuove forze aeree della Serbia e del Montenegro.
 Serbia
- Vazduhoplovstvo i PVO Vojske Srbije

 Unione Sovietica
con la dissoluzione dell'entità nazionale gli esemplari vennero acquisiti dalle nuove forze aeree delle nazioni ex sovietiche.
- DOSAAF
- Sovetskie Voenno-vozdušnye sily
- Aviacija Voenno-Morskogo Flota